# Parvamussium australanum
Parvamussium australanum is een tweekleppigensoort uit de familie van de Propeamussiidae. De wetenschappelijke naam van de soort is voor het eerst geldig gepubliceerd in 2010 door Dijkstra & Maestrati.